# Ràdio Occitània
Ràdio Occitània è un'emittente radiofonica francese creata nel 1981 a Tolosa a seguito della legalizzazione da parte di François Mitterrand di radio libere, con lo scopo di diffondere la cultura occitana.
L'emittente è anche membro fondatore della Federacion Inter-regionau dels Medias Occitans.

## Programmi
- Casa Fotbòl Club
- Traversée
- Page to Page
- Allegretto
- La Musicala
- Race In La Terre
- Tekno Projecte
- España en Occitania
- Ola Portugal
- Maloya
- Beyond The Monsoons
- La Veu Dels Països Catalans